# Barking és Dagenham kerület
Barking és Dagenham kerület London külső, északi részén fekszik.

## Fekvése
Északon a Romnál Haveringgel, nyugaton a Roding folyónál Newhammel, délen a Temzénél Bexleyjel és Greenwichcsel határos.

## Története
A kerületet 1965-ben hozták létre Barking kerület néven a következő részekből: Barking Városi Kerület nagy része és Dagenham Városi Kerület. Ezeket a területeket Essextől csatolták Nagy-Londonhoz. Mai nevét a terület 1980-ban kapta. A kerület délkeleti részében a Ford Motors területén felállítottak egy szélkereket.

## Népessége
A kerület népessége a korábbiakban az alábbi módon alakult:
| Lakosok száma | 25 080 | 67 708 | 121 410 | 168 724 | 160 656 | 148 973 | 163 944 | 190 600 | 202 000 | 219 992 |
|               | 1901   | 1921   | 1931    | 1951    | 1971    | 1981    | 2001    | 2012    | 2015    | 2022    |

## Körzetek
A kerületben leginkább a munkásosztály képviselői laknak, a következő körzetekben:
- Barking
- Becontree
- Becontry Heath
- Chadwell Heath
- Creekmouth
- Dagenham
- Rush Green

A házak többségét a két világháború között időszakban (1918–1939) a londoni önkormányzat építtette. A terület nagyobb lakott területein az East Endről nyomornegydeiből ide menekülők lakják, akik az itt letelepedett Ford Motor Company dagenhami gyárában dolgoztak. Az ilyen iparágak 1980-as évekbeli hanyatlását követően az itt maradottak a harmadik szektorban helyezkedtek el. 2006-os adatok szerint itt a legolcsóbb ingatlant venni a városban.

## Oktatás
A kerületben található a University of East London narkingi kara. Egyéb, a kerületben található tanintézmények:
- Barking College
- Warren Comprehensive School
- All Saints School

### Általános iskolák
| - Becontree Primary School - Five Elms Primary School - Hunters Hall Primary School - John Perry Primary School - Grafton | - Manor Infant & Junior Schools - Marks Gate Infant & Junior Schools - Parsloes Primary School - Richard Alibon Primary School - Southwood Primary School | - St. Joseph's Primary School - St. Peter's Primary School - Thomas Arnold Primary School - Trinity School - Village Infant & William Ford Junior |

### Középiskolák
- All Saints
- Barking & Dagenham College
- Barking Abbey
- Dagenham Park
- Eastbrook
- Eastbury
- Jo Richardson Community School
- Robert Clack
- Sydney Russell

## A közgyűlése
Az önkormányzat összetétele választásonként:
| Év   | Adminisztráció | Adminisztráció | Munkáspárt | Konzervatív | Függetlenek | LiberálisDemokraták | BNP | Összesen |
| ---- | -------------- | -------------- | ---------- | ----------- | ----------- | ------------------- | --- | -------- |
| 1964 |                | Munkáspárt     | 45         | –           | 4           | –                   | –   | 49       |
| 1968 |                | Munkáspárt     | 32         | 13          | 4           | –                   | –   | 49       |
| 1971 |                | Munkáspárt     | 45         | –           | 4           | –                   | –   | 49       |
| 1974 |                | Munkáspárt     | 45         | –           | 4           | –                   | –   | 49       |
| 1978 |                | Munkáspárt     | 42         | 3           | 3           | –                   | –   | 48       |
| 1982 |                | Munkáspárt     | 37         | 3           | 5           | 3                   | –   | 48       |
| 1986 |                | Munkáspárt     | 35         | 3           | 5           | 5                   | –   | 48       |
| 1990 |                | Munkáspárt     | 44         | –           | 3           | 1                   | –   | 48       |
| 1994 |                | Munkáspárt     | 47         | –           | 3           | 1                   | –   | 51       |
| 1998 |                | Munkáspárt     | 47         | –           | 3           | 1                   | –   | 51       |
| 2002 |                | Munkáspárt     | 42         | 2           | 4           | 3                   | –   | 51       |
| 2006 |                | Munkáspárt     | 38         | 1           | –           | –                   | 12  | 51       |
| 2010 |                | Munkáspárt     | 51         | –           | –           | –                   | –   | 51       |
| 2014 |                | Munkáspárt     | 51         | –           | –           | –                   | –   | 51       |
| 2018 |                | Munkáspárt     | 51         | –           | –           | –                   | –   | 51       |
| 2022 |                | Munkáspárt     | 51         | –           | –           | –                   | –   | 51       |

### A Közgyűlés elnökei
A közgyűlés elnökei 1965 óta:
| Név               | Párt | Párt       | Terminus | Terminus |
| Név               | Párt | Párt       | Kezdete  | Vége     |
| ----------------- | ---- | ---------- | -------- | -------- |
| Ted Ball          |      | Munkáspárt | 1965     | 1972     |
| Joe Butler        |      | Munkáspárt | 1972     | 1986     |
| George Brooker    |      | Munkáspárt | 1986     | 1998     |
| Charles Fairbrass |      | Munkáspárt | 1998     | 2009     |
| Liam Smith        |      | Munkáspárt | 2009     | 2014     |
| Darren Rodwell    |      | Munkáspárt | 2014     |          |